# Kupa na Bălgarija 2008-2009
La Coppa di Bulgaria 2008-2009 è stata la 27ª edizione di questo trofeo, e la 69ª in generale di una coppa nazionale bulgara di calcio, iniziata il 15 ottobre 2008 e terminata il 26 maggio 2009.  Il Liteks Loveč ha vinto il trofeo per la quarta volta.

## Turno preliminare
A questo turno partecipano 4 vincitori delle competizioni amatoriali regionali e 3 squadre della Seconda Lega decise con un sorteggio. L'Almus Bier avanza direttamente al prossimo turno poiché in origine le squadre del secondo livello sorteggiate dovevano essere 4 e non 3, condizione cambiata dalla presenza di sole 31 squadre nell'edizione 2008-2009 della serie cadetta.
| Squadra 1       | Risultato   | Squadra 2         |
| --------------- | ----------- | ----------------- |
| 15 ottobre 2008 |             |                   |
| Slivniški Geroj | 3 – 0       | Akademik Sofia    |
| Brestnik 1948   | 1 – 3       | Pirin Goce Delčev |
| Dorostol        | 1 – 2 (dts) | Čavdar Etropole   |

## Primo turno
A questo turno partecipano i 4 vincitori del turno preliminare e le restanti 28 squadre della Seconda Lega.
| Squadra 1       | Risultato       | Squadra 2              |
| --------------- | --------------- | ---------------------- |
| 29 ottobre 2008 |                 |                        |
| Etăr 1924       | 1 – 3           | Pirin Blagoevgrad      |
| Belite orli     | 0 – 2           | Balkan Botevgrad       |
| Slivniški Geroj | 2 – 2 (2-4 dtr) | Pirin Goce Delčev      |
| Botev Krivodol  | 1 – 0           | Beroe                  |
| Marek Dupnica   | 0 – 0 (4-5 dtr) | Minyor Radnevo         |
| Almus Bier      | 0 – 3           | Vidima-Rakovski        |
| Spartak Plovdiv | 1 – 0           | Dunav Ruse             |
| Čavdar Etropole | 3 – 1           | Kom Berkovica          |
| Sportist        | 1 – 0           | Lokomotiv Stara Zagora |
| Svetkavica      | 1 – 1 (4-5 dtr) | Montana                |
| Ljubimec 2007   | 2 – 1 (dts)     | Svilengrad             |
| Spartak Pleven  | 0 - 2           | Čern. Balčik           |
| Nesebăr         | 2 – 1(dts)      | Nafteks Burgas         |
| Čavdar Byala    | 2 – 0           | Rilski Sportist        |
| Marica Plovdiv  | 2 – 1           | Šumen                  |
| Rodopa Smoljan  | 2 – 1           | Kaliakra               |

## Sedicesimi di finale
A questo turno partecipano i 16 vincitori del turno precedente e le 16 squadre della Prima Lega.
| Squadra 1         | Risultato   | Squadra 2              |
| ----------------- | ----------- | ---------------------- |
| 11 novembre 2008  |             |                        |
| Minyor Radnevo    | 0 – 2       | Sliven                 |
| Ljubimec 2007     | 1 – 2       | Vihren Sandanski       |
| 12 novembre 2008  |             |                        |
| Balkan Botevgrad  | 1 – 0       | Lokomotiv Mezdra       |
| Spartak Varna     | 1 – 2       | Pirin Blagoevgrad      |
| Vidima-Rakovski   | 1 – 0       | Čavdar Etropole        |
| Liteks Loveč      | 2 – 0       | Botev Plovdiv          |
| CSKA Sofia        | 2 – 1 (dts) | Lokomotiv Plovdiv      |
| Čavdar Byala      | 1 – 2       | Spartak Plovdiv        |
| Pirin Goce Delčev | 3 – 0       | Belasica Petrič        |
| Marica Plovdiv    | 2 – 0       | Sportist               |
| Nesebăr           | 1 – 0 (dts) | Čern. Balčik           |
| Montana           | 2 – 0 (dts) | Pirin Blagoevgrad      |
| 13 novembre 2008  |             |                        |
| Botev Krivodol    | 2 – 1       | Slavia Sofia           |
| Rodopa Smoljan    | 2 – 1 (dts) | PSFK Černomorec Burgas |
| 26 novembre 2008  |             |                        |
| Lokomotiv Sofia   | 1 – 2 (dts) | Levski Sofia           |
| 3 dicembre 2008   |             |                        |
| Minjor Pernik     | 2 – 1 (dts) | Černo More Varna       |

## Ottavi di finale
| Squadra 1        | Risultato   | Squadra 2         |
| ---------------- | ----------- | ----------------- |
| 7 dicembre 2008  |             |                   |
| Montana          | 0 – 2       | Pirin Blagoevgrad |
| Spartak Plovdiv  | 2 – 3       | Vihren Sandanski  |
| Balkan Botevgrad | 0 – 5       | CSKA Sofia        |
| Marica Plovdiv   | 1 – 5       | Liteks Loveč      |
| Vidima-Rakovski  | 0 – 3       | Minjor Pernik     |
| Rodopa Smoljan   | 1 – 3       | Botev Krivodol    |
| Nesebăr          | 2 – 1       | Pirin Goce Delčev |
| Levski Sofia     | 2 – 1 (dts) | Sliven            |

## Quarti di finale
| Squadra 1        | Risultato       | Squadra 2         |
| ---------------- | --------------- | ----------------- |
| 4 marzo 2009     |                 |                   |
| Vihren Sandanski | 0 – 2           | Levski Sofia      |
| Botev Krivodol   | 1 – 4           | Minjor Pernik     |
| Nesebăr          | 1 – 5           | Liteks Loveč      |
| CSKA Sofia       | 1 – 1 (3-5 dtr) | Pirin Blagoevgrad |

## Semifinali
| Squadra 1         | Risultato | Squadra 2    |
| ----------------- | --------- | ------------ |
| 29 aprile 2009    |           |              |
| Minjor Pernik     | 0 – 1     | Liteks Loveč |
| Pirin Blagoevgrad | 1 – 0     | Levski Sofia |

## Finale
| Arbitro: | Stefan Spasov |

|  |           |                                        |
|  | Marcatori | 20’ Niflore 72’ Madureira 86’ Bibiškov |